# Río Stura di Lanzo
El río Stura di Lanzo (en piamontés, Stura 'd Lans) es un corto río del norte de Italia, un afluente por la izquierda del río Po que discurre por la región del Piamonte. Tiene una longitud 65 km y con una cuenca hidrográfica de 836 km².

## Curso del río

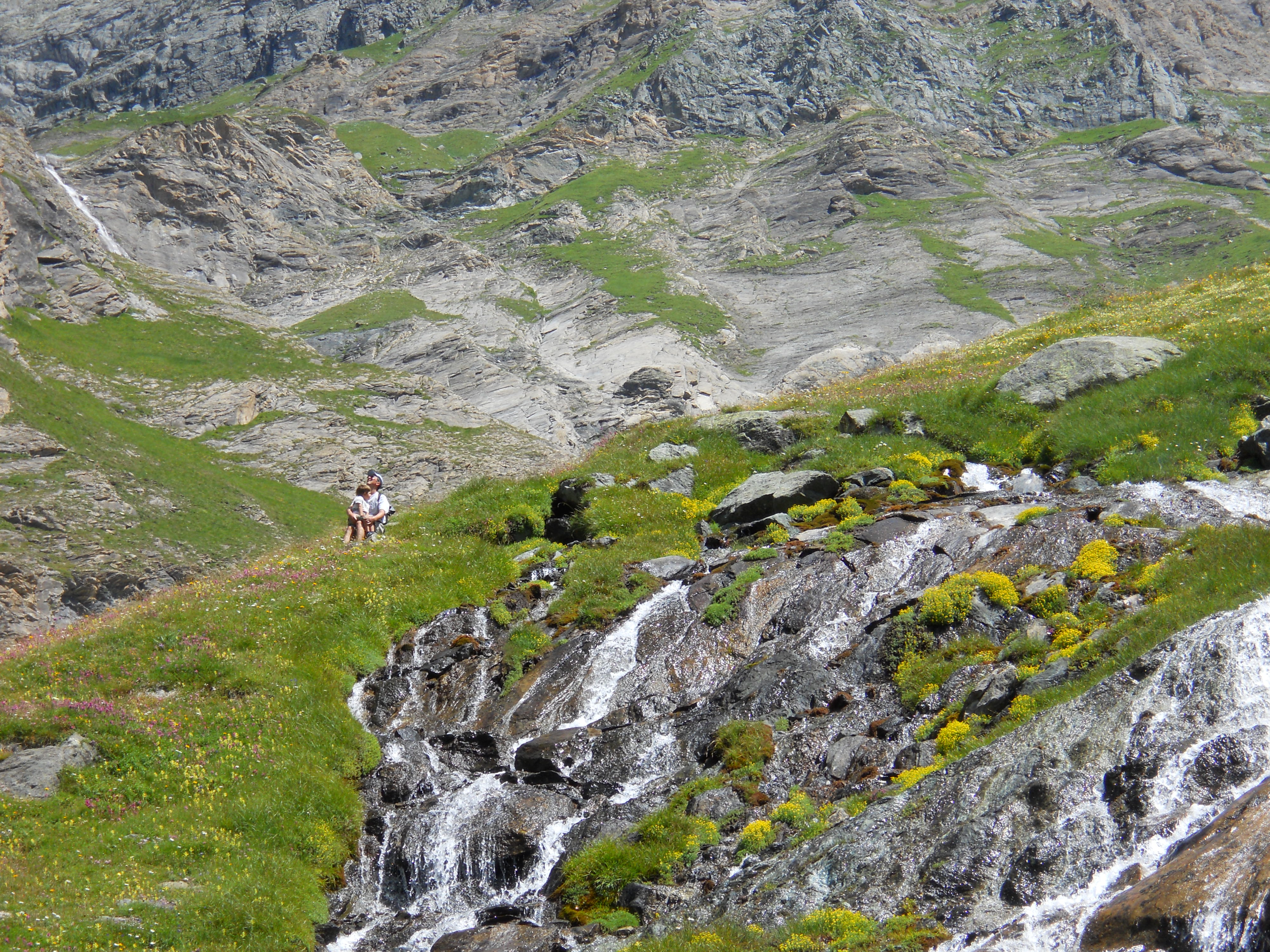
El manantial sobre Pian della Mussa.

Nace en Pian della Mussa, con el nombre de Stura di Ala. Corre con gran fuerza hasta llegar a la zona de la comuna de Ceres, donde se une con la Stura di Valgrande y se llama Stura di Lanzo.
Duplica su tamaño en Pessinetto hasta llegar cerca de Germagnano donde se une a la Stura de Viu. Cerca de Lanzo recibe por la izquierda las aguas del Tesso, a partir de Coassolo Torinese y Monastero di Lanzo. 
Desde aquí y a lo largo del Parque Regional La Mandria llega a la ciudad de Venaria Reale a través de un ancho lecho de guijarros y recibe por su margen derecha al Torrente Ceronda.
En su curso final entra en el extrarradio del noroeste de Turín, frenándose y desembocando en el Po por la izquierda.

## Principales afluentes
- Rio Bonello
- Rio Uppia
- Rio dell'Uia
- Stura di Viù
- Tesso
- Ceronda

## Régimen hidrológico
El sistema del Estura de Lanzo es un sistema basado en los torrentes. Su caudal medio anual en la cabeza es grande (32 m³/s), pero el río alterna entre largos periodos de escasez en invierno y verano, pero también se puede dar el caso contrario y tener un caudal repentino y devastador, como ya ocurrió en octubre de 2000, que rozó los 2000 m³/s.
La actividad erosiva es notable y continua a lo largo de su cauce.

## Geología
Durante el viaje el Stura construye y modifica su cauce, erosionando el cristal de roca del macizo del Gran Paradiso, la roca verde de la zona del Piamonte y el Macizo de Lanzo (peridotitas, serpentina, gabro).
Además de en la salida del valle, durante la rápida carrera hacia el Po, el río arrastra metros y metros de sedimentos: piedras y guijarros de tamaños y tipos variados, arena y otros elementos típicos sedimentos procedente de la erosión provocada por las aguas torrenciales. Estos materiales pueden alcanzar un espesor de 40 o 50 metros.
Con los años, las frecuentes y violentas inundaciones que ha provocado el Stura di Lanzo provocaron una gran erosión en los depósitos del Cuaternario, dando lugar a afloramientos de arcilla rica en restos vegetales fósiles que se remontan al Plioceno.
En los depósitos son predominantes las arenas de color-marrón-amarillo-rojo cuando se oxidan y aparecen en gris-verde donde el oxígeno no llegan alterar los componentes.